# Río Biała
El Biała (en alemán: Bialka) es un río del sur de Polonia, afluente derecho del Vístula, de unos 29 km de longitud. Es el río principal de la ciudad de Bielsko-Biała y solía ser históricamente importante como río fronterizo que dividía no sólo Bielsko y Biała, sino también, durante algunos cientos de años, los estados de Bohemia (sucedida por la monarquía de los Habsburgo) y Polonia.

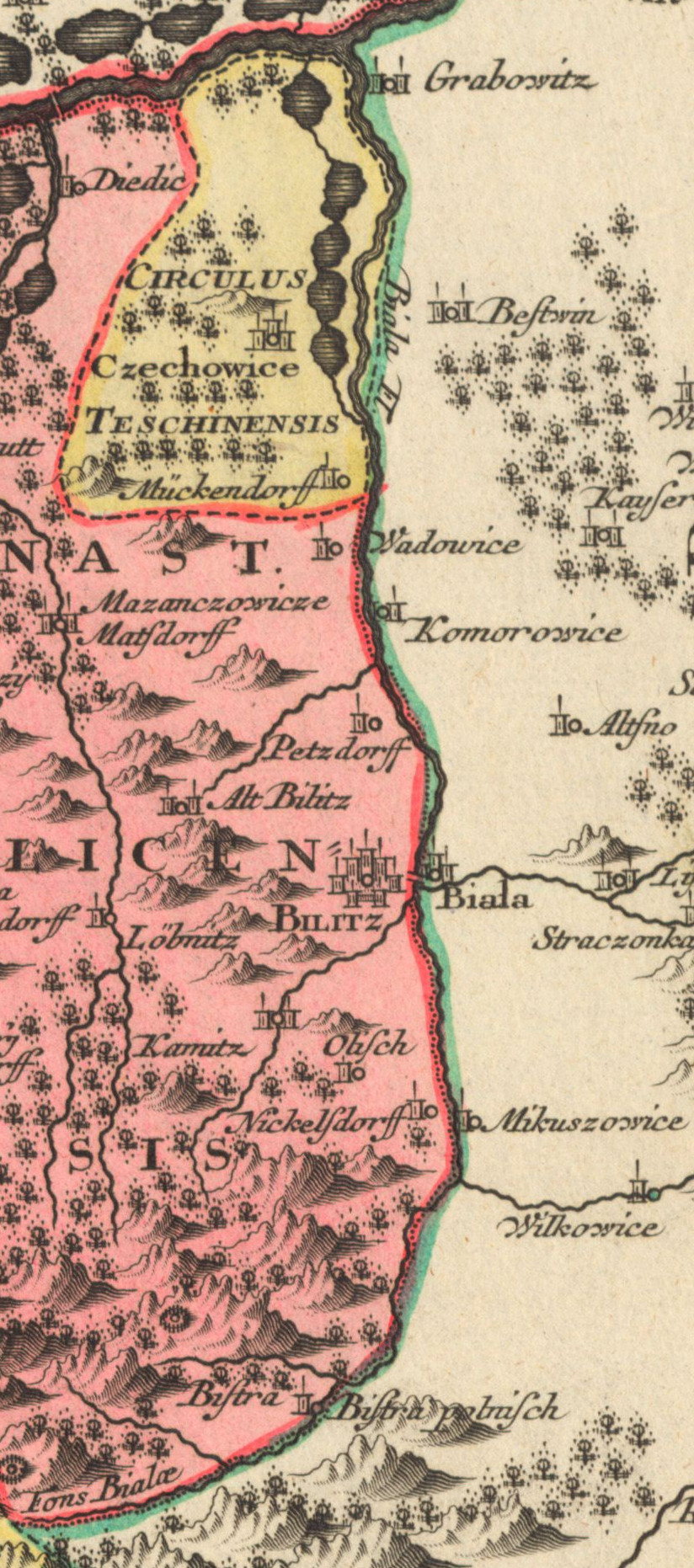
El Biała como río fronterizo en un mapa del siglo XVIII

## Geografía
Dos fuentes del río están situadas en la ladera noreste del monte Klimczok, en los Beskides de Silesia, a una altitud de unos 1020 y 900 m. La parte superior del río, conocida como Białka (forma diminutiva de Biała), tiene características de arroyo de montaña. El primer asentamiento que atraviesa es el pueblo de Bystra. Antes de llegar a Mikuszowice, se une con el arroyo Biała, que comienza en las laderas orientales del monte Magura, en el Pequeño Beskids, luego el río vira hacia el norte y, en una longitud de 15,7 km, forma un eje de la ciudad de Bielsko-Biała, después fluye entre Czechowice-Dziedzice, al oeste, y Gmina Bestwina, al este, y desemboca en el río Vístula en la cota 240 m.

## Río fronterizo
En el siglo XIII, ambas orillas del río pertenecían al Ducado silesio de Opole y Racibórz, pero el valle del río estaba todavía poco poblado, lo que definía una frontera natural entre los señoríos de Cieszyn y Oświęcim y una frontera eclesiástica entre las diócesis de Wrocław y Cracovia. En 1290, en el proceso de fragmentación feudal de Polonia, el ducado de Cieszyn, que abarcaba tanto Cieszyn como Oświęcim y, por tanto, también ambas orillas del río, se separó de éste. Aproximadamente en esa época se establecieron varios asentamientos nuevos a lo largo del río, incluyendo la fundación de la ciudad de Bielsko.
Mieszko I, duque de Cieszyn, el primer gobernante del ducado, murió en 1315 y después sus hijos dividieron sus tierras en dos partes junto al río Biała: el disminuido ducado de Teschen al oeste y el ducado de Oświęcim al este. A mediados del siglo XV el Ducado de Oświęcim fue comprado por la Corona del Reino de Polonia, por lo que el río constituyó en adelante la frontera entre Polonia y la Corona de Bohemia (desde 1526 parte de la Monarquía de los Habsburgo). Tras la Primera Partición de Polonia en 1772, el río dejó de ser una frontera estatal y continuó siendo una frontera regional entre la Silesia austriaca al oeste y Galicia al este. Tras la Primera Guerra Mundial y la Guerra Polaco-Checoslovaca de 1919, separó la parte polaca de la Silesia de Cieszyn, en la voivodía autónoma de Silesia, de la voivodía polaca menor de Cracovia.